# Liam Heath
Liam Heath (Guildford, 17 de agosto de 1984) es un deportista británico que compitió en piragüismo en la modalidad de aguas tranquilas.
Participó en tres Juegos Olímpicos de Verano, obteniendo en total cuatro medallas, oro y plata en Río de Janeiro 2016 (K1 200 m y K2 200 m), bronce en Londres 2012 (K2 200 m) y bronce en Tokio 2020 (K1 200 m).
Ganó siete medallas en el Campeonato Mundial de Piragüismo entre los años 2010 y 2019, y siete medallas en el Campeonato Europeo de Piragüismo entre los años 2010 y 2021.
Fue nombrado miembro de la Orden del Imperio Británico (MBE) en el año 2016 por sus éxitos deportivos.

## Palmarés internacional
| Juegos Olímpicos   | Juegos Olímpicos         | Juegos Olímpicos  | Juegos Olímpicos |
| Año                | Lugar                    | Medalla           | Competición      |
| ------------------ | ------------------------ | ----------------- | ---------------- |
| 2012               | Londres (Reino Unido)    | Medalla de bronce | K2 200 m         |
| 2016               | Río de Janeiro (Brasil)  | Medalla de plata  | K2 200 m         |
| 2016               | Río de Janeiro (Brasil)  | Medalla de oro    | K1 200 m         |
| 2020               | Tokio (Japón)            | Medalla de bronce | K1 200 m         |
| Campeonato Mundial |                          |                   |                  |
| Año                | Lugar                    | Medalla           | Competición      |
| 2010               | Poznań (Polonia)         | Medalla de plata  | K1 4 × 200 m     |
| 2010               | Poznań (Polonia)         | Medalla de bronce | K2 200 m         |
| 2011               | Szeged (Hungría)         | Medalla de plata  | K2 200 m         |
| 2013               | Duisburgo (Alemania)     | Medalla de plata  | K2 200 m         |
| 2014               | Moscú (Rusia)            | Medalla de bronce | K1 4 × 200 m     |
| 2017               | Račice (República Checa) | Medalla de oro    | K1 200 m         |
| 2019               | Szeged (Hungría)         | Medalla de oro    | K1 200 m         |
| Campeonato Europeo |                          |                   |                  |
| Año                | Lugar                    | Medalla           | Competición      |
| 2010               | Corvera (España)         | Medalla de oro    | K2 200 m         |
| 2011               | Belgrado (Serbia)        | Medalla de oro    | K2 200 m         |
| 2012               | Zagreb (Croacia)         | Medalla de oro    | K2 200 m         |
| 2014               | Brandeburgo (Alemania)   | Medalla de bronce | K2 200 m         |
| 2016               | Moscú (Rusia)            | Medalla de oro    | K1 200 m         |
| 2017               | Plovdiv (Bulgaria)       | Medalla de oro    | K1 200 m         |
| 2021               | Poznań (Polonia)         | Medalla de plata  | K1 200 m         |